# 後藤明
後藤 明（ごとう あきら、1954年 - ）は、日本の文化人類学者、考古学者。南山大学人文学部人類文化学科教授。ハワイ大学人類学部Ph. D. （1986年12月,人類学）。専攻は、日本・オセアニア・東南アジア島嶼部の物質文化論、民族考古学。
宮城県生まれ。ハワイ大学、宮城学院女子大学助教授、教授、同志社女子大学教授などをへて、2007年に現職。
現在、カヌー文化ルネッサンス活動に携わる。

## 略歴

### 学歴
- 1978年 東京大学 文学部 考古学科 卒業
- 1980年 東京大学 大学院 人文科学研究科 考古学専攻修士課程修了
- 1986年 ハワイ大学 人類学部大学院 博士課程修了

### 職歴
- 2001年 同志社女子大学現代社会学部教授
- 2007年 南山大学人文学部人類文化学科教授

## 著書

### 単著
- 『海の文化史―ソロモン諸島のラグーン世界』（未來社,1996年）
- 『ハワイ・南太平洋の神話―海と太陽、そして虹のメッセージ』（中央公論新社、1997年）
- 『「物言う魚」たち―鰻・蛇の南島神話』（小学館,1999年）
- 『民族考古学』（勉誠出版,2001年）
- 『南島の神話』（中央公論新社,2002年）
- 『海を渡ったモンゴロイド―太平洋と日本への道』（講談社選書メチエ 2003年）
- 『カメハメハ大王 ハワイの神話と歴史』 （勉誠出版,2008年）
- 『海から見た日本人―海人で読む日本の歴史』（講談社選書メチエ,2010年）
- 『世界神話学入門』講談社現代新書 2017
- 『天文の考古学』同成社 2017

### 編著
- 『ハワイ研究への招待』（関西学院大学出版会,2004年）
- 『土器の民族考古学』（同成社,2007年）

### 監修
- 『アロハ検定公式テキストブック』（ソニー・マガジンズ,2007年）